# Santoña (ferry)
Pour les articles homonymes, voir Santoña.
Le Santoña  est un ferry exploité par la compagnie bretonne Brittany Ferries. Construit entre 2020 et 2022 par les chantiers CMJL de Weihai, en Chine, il est le neuvième navire de la classe E-Flexer, série de treize car-ferries similaires commandés par la compagnie suédoise Stena Line. Destiné au marché de la location, il est affrété avant même le début de sa construction par Brittany Ferries. Mis en service en mars 2023, il est déployé sur les liaisons reliant le Royaume-Uni, l'Irlande, l'Espagne  et la France.

## Historique

### Origines et construction
Vers la fin des années 2010, la compagnie suédoise Stena Line envisage la construction d'une nouvelle classe de navires dont la plupart seraient destinés à remplacer sa flotte exploitée en mer d'Irlande. À la suite d'une étude de deux ans menée par Stena et le cabinet d'architectes Deltamarine, les caractéristiques principales de cette classe de navires, baptisée E-Flexer, sont définies, elles font état de car-ferries d'une longueur de 214 mètres disposant d'une forte capacité de roulage de l'ordre de 3 100 mètres linéaires. Avec une capacité d'un millier de passagers, il est prévu que deux ponts et demi soient entièrement consacrés à ces derniers qui pourront bénéficier des derniers standards en matière de confort. Du point de vue technique, les navires de la classe E-Flexer doivent être équipés des dernières technologies visant à rendre leur exploitation plus écologique. Ainsi, les cheminées sont dotées d'un dispositif d'épurateurs de fumées appelés scrubbers ayant pour but la réduction des émissions de soufre et les moteurs principaux, bien qu'alimentés au diesel, sont conçus de manière à pouvoir être convertis à une propulsion au gaz naturel liquéfié (GNL).
Le contrat de construction de quatre premiers navires est signé entre Stena Line et les chantiers AVIC de Weihai en août 2016. Sur ce contrat figure une option pour la réalisation de quatre navires supplémentaires. Si les quatre premières unités étaient initialement prévues pour intégrer la flotte de Stena Line, le troisième navire sera finalement annoncé comme étant affrété par la compagnie Brittany Ferries qui confirmera plus tard que deux autres navires de la classe E-Flexer, faisant partie de l'option du contrat initial, rejoindront sa flotte entre 2022 et 2023. L'armateur breton prévoit alors d'exploiter principalement ces navires sur ses liaisons reliant le Royaume-Uni à l'Espagne. Ainsi, ceux-ci sont nommés d'après des villes et régions espagnoles. Le premier navire est baptisé Galicia, le second Salamanca et le troisième Santoña.
Mis sur cale le 14 octobre 2020 au chantier de Weihai, désormais dénommé le China Merchants Jinling Shipyard (CMJL) après son rachat par le groupe China Merchants, le Santoña, baptisé ainsi d'après la ville espagnole du même nom, est lancé le 20 avril 2022. À l'instar du Salamanca, ses moteurs seront alimentés au GNL. À l'issue des travaux de finition, le Santoña est livré à Stena Roro le 22 décembre 2022 et immédiatement affrété coque-nue par Brittany Ferries.

### Service
Quelques jours après sa livraison, le Santoña quitte la Chine le 28 décembre 2022 sous pavillon de complaisance chypriyote pour rejoindre l'Europe. À la suite d'un convoyage d'un mois au cours duquel il effectue notamment une escale à Singapour le 3 janvier 2023, le nouveau navire de Brittany Ferries arrive en Espagne le 27 janvier et entre en carénage à Santander. Après avoir été francisé au début du mois de février, il entre en service le 1er mars sur les liaisons entre le Royaume-Uni, l'Irlande, l'Espagne  et la France aux côtés de ses jumeaux Galicia et Salamanca.
Le 23 mars 2024, près d'un an après sa mise en service, le Santoña est baptisé à Brest au cours d'une cérémonie en présence de sa marraine, Marie-Hélène Roué, épouse du président du conseil de surveillance de Brittany Ferries, Jean-Marc Roué.

## Aménagements
Le Santoña s'étend sur 11 ponts. Bien que le navire n'en compte en réalité que 9, deux d'entre eux, inexistants au niveau des garages, sont tout de même comptabilisés. Les locaux des passagers se situent sur la totalité des ponts 7 et 8 ainsi que sur une partie des ponts 9 et 10 tandis que ceux de l'équipages occupent principalement le pont 9. Les ponts 2, 3, et 5 abritent quant à eux les garages.

### Locaux communs
Le Santoña est équipé pour ses passagers de confortables locaux. Parmi ces installations, situées en grande majorité sur les ponts 7 et 8, se trouvent un bar-salon situé au milieu du navire, un restaurant situé à l'avant, un bar à tapas ainsi qu'un espace extérieur au milieu du pont 10. Le navire dispose également d'une boutique située au milieu du pont 7 ainsi que d'une salle d'exposition sur le pont 8. À l'avant du pont 8 se trouve également le salon premium C Club.

### Cabines
Le Santoña dispose de 341 cabines privatives situées sur les ponts 7, 8 et 9 vers l'arrière du navire. Internes ou externes, elles peuvent loger jusqu'à quatre personnes sont pourvues de sanitaires privés équipé d'une douche, d'un WC et d'un lavabo. Le navire possède également un salon de fauteuil pullman sur le pont 8.

## Caractéristiques
Le Santoña mesure 214,50 mètres de long pour 27,80 mètres de large. Son tirant d'eau est de 6,70 mètres et sa jauge brute est de 40 500 UMS. Le navire peut embarquer 1 015 passagers et possède un garage de 3 100 mètres linéaires de roll, soit une capacité de 155 remorques, pouvant également contenir 550 véhicules et accessible par une porte-rampe arrière et une porte rampe avant. Sa propulsion est assurée deux moteurs Dual Fuel Wärtsilä 12V46DF développant une puissance de 27 480 kW entraînant 2 hélices à pas variable faisant filer le bâtiment à plus de 23 nœuds. Le navire fonctionne au gaz naturel liquéfié (LNG). Il est doté de deux propulseurs d’étrave de 2400 kW chacun et d'un stabilisateur anti-roulis à deux ailerons rétractables. Ses dispositifs de sécurité se composent de quatre embarcations de sauvetages fermées de grande taille, complétées par une embarcation semi-rigide ainsi que de nombreux radeaux de sauvetage.

## Lignes desservies
Depuis le 1er mars 2023, le Santoña est principalement positionné sur les liaisons de Brittany Ferries entre le Royaume-Uni, la France et l'Espagne. Il assure chaque semaine depuis Portsmouth deux allers-retours vers Bilbao et un vers Cherbourg.